# 熊津
熊津（ゆうしん・웅진・ウンジン）は、古代朝鮮の百済の古都であり、万葉仮名では久麻那利（くまなり・こむなり）、百済語では固麻那羅（コマナル・고마나루）と表記・呼称される。熊川（錦江）のほとりの都市であり、現在の忠清南道公州市にあたる。
475年に高句麗の長寿王が百済の国都・漢城（現在のソウル特別市）を陥落させ、百済の蓋鹵王を処刑すると、南方に逃れていた（あるいは新羅に救援を求めに行っていた）文周王が即位し、首都を熊津に移した。後に聖王が538年に、さらに南方の泗沘（現在の忠清南道扶余郡）へ遷都するまでの63年間、百済の首都であった。新羅の統一の後、熊川州→熊州という名称を経て、高麗時代に公州に改称された。詳細は「公州市#歴史」を参照。現在も公州市には熊津洞という地名が残る。
百済の熊津への遷都の記事は以下の史料で確認できる。
- 『三国史記』百済本紀・文周王即位年（475年）10月条。
- 『三国遺事』王暦・文周王条には、「移都熊川」とある。
- 『日本書紀』雄略天皇21年（477年）春3月条に「天皇聞。百済為高麗所破、以久麻那利賜汶洲王、救興其国」とある。

日本語の「つ」は「津」、ひらがな・カタカナの「つ」「ツ」の原型は「川」であるといわれているが、日本書紀では「ツ」ではなく「ナリ」と読んでおり、「津」「川」が「つ」と読む根拠にはならない。